# Перманентна революція
Перманентна революція — перманентна (тобто постійна) в тому розумінні, що вона має бути невпинною та безперервною аж до остаточної перемоги. Це теорія, що буржуазні демократичні завдання можна здійснити винятково через встановлення робітничої держави. Крім того, згідно з цією теорією, встановлення робітничої держави неминуче супроводжуватиметься захопленням капіталістичної власності. Таким чином, досягнення буржуазних демократичних завдань передається пролетарському класу.
Теорію перманентної революції найчастіше пов'язують із Левом Троцьким, однак саму ідею йому надав Олександр Парвус. А перша згадка про перманентну революцію зустрічається в творах Карла Маркса та Фрідріха Енгельса після революційного 1848 року — зокрема, у їхньому «Зверненні до Центрального комітету Комуністичної ліги».

## Теорія Троцького
Поняття Троцького про перманентну революцію є його інтерпретацією ідеї, запозиченої у російсько-німецького соціаліста доктора Олександра Парвуса (Олександра Гельфанда) (1867—1924), про що вітчизняна та радянська історіографія часом не знала, або навмисно замовчувала.
За Троцьким у «відсталих» країнах завдання буржуазної демократичної революції не можуть бути виконані самою буржуазією. Вперше це уявлення було розроблено в творах, зібраних у 1905 році в книгу, а також у есе Троцького «Результати та перспективи». Потім поняття перманентної революції було розвинене в книзі 1929 року, що так і називалася — «Перманентна революція».
Основна ідея теорії Троцького полягала в тому, що в Росії буржуазія не проведе повної революції, котра встановила б політичну демократію та вирішила земельне питання. Ці заходи вважалися необхідними для того, щоб розвинути Росію економічно. Тому стверджується, що майбутню революцію має повести пролетаріат, який не тільки повністю здійснив би завдання буржуазної демократичної революції, але й почав боротьбу за те, щоб піти далі.
Те, наскільки далеко зможе піти цим шляхом пролетаріат, залежатиме від подальшого ходу подій. Саме в цьому розумінні революція і стане перманентною.
Троцький вірив, що нова робітнича держава не зможе встояти проти тиску з боку ворожого капіталістичного світу, якщо тільки соціалістичні революції швидко не стануться також і в інших країнах. Ця теорія розвивалася на протиставленні позиції, якої дотримувалися сталіністи в більшовицькій партії — що в Радянському Союзі можна побудувати «соціалізм в окремо взятій країні».
Теорію троцького розвивали також як альтернативу до соціал-демократичної теорії, що нерозвинені країни мають пройти через дві окремі революції: спершу буржуазно-демократичні, в яких допомагатимуть і соціалісти, а потім, на пізнішому етапі, соціалістичні, з проміжним еволюційним етапом капіталістичного розвитку поміж цими двома етапами. Цю теорію часто називають теорією етапів, або етапізмом.

## Ставлення більшовиків
Ленін і більшовики спершу дотримувалися етапістського варіанту теорії, оскільки в той час вони все ще були пов'язані з соціал-демократами. Раніші теорії Леніна поділяли й припущення Троцького, що буржуазія не завершить буржуазної революції.
Ленін думав, що «демократична диктатура» робітників і селян зможе виконати завдання буржуазії. Ленін до 1917 року стверджував не тільки те, що російська буржуазія не зможе виконати завдань буржуазно-демократичної революції, й тому владу повинен перебрати пролетаріат, але й те, що пролетаріат має перебрати економічну владу через Ради.
Цю позицію було викладено більшовикам після повернення Леніна в 1917 року до Росії в його «Квітневих тезах». Першою реакцією більшості більшовиків було відкидання цих тез.
Після Жовтневої революції більшовики, тепер включно з Троцьким, не обговорювали теорію перманентної революції як такої. Однак її основні тези можна знайти в таких популярних нарисах комуністичної теорії, як «Абетка Комунізму» Преображенського та Бухаріна, що мала на меті пояснити програму Комуністичної партії.
За словами політолога Баруха Кнеї-Паза, теорія «перманентної революції» Троцького була грубо спотворена Сталіним, який під час боротьби за владу зображав її поразницькою та авантюристською. Насправді ж Троцький закликав до революцій у Європі, але ніколи не пропонував «безрозсудних конфронтацій» із капіталістичним світом. На думку Кнеї-Паза, Троцький фактично підтримував економічні реформи, зокрема швидкі темпи індустріалізації та позитивний підхід до використання внутрішніх можливостей. Пізніше цю програму привласнив Сталін, але вже для обґрунтування своєї концепції побудови соціалізму в окремі взятій країні.
Біограф Ісаак Дойчер зазначав, що Троцький відкрито виступав за здійснення революції шляхом пролетарського інтернаціоналізму, але був проти досягнення цієї мети військовим завоюванням. Дойчер посилається на його документовану опозицію війні з Польщею 1920 року, на пропозицію укласти перемир'я з країнами Антанти та на стриманість у питанні організації антибританських повстань на Близькому Сході.

## Питання про соціалізм в окремій країні
Після смерті Леніна в 1924 році, теорія перманентної революції передбачала важливість внутрішніх дебатів у Компартії та стала яблуком розбрату між троцькістами та сталіністами.
По суті, частина керівництва Комуністичної партії, погляди яких висловлював на теоретичному рівні Бухарін, стверджувала, що соціалізм може бути побудовано в окремій країні, навіть такій недорозвиненій, як Росія. Це означало меншу потребу в просуванні революцій у розвинених західних країнах у надії на те, що соціалістична на той час Німеччина (наприклад) пізніше надасть Росії економічну базу, необхідну для побудови соціалістичного суспільства.
Бухарін стверджував, що існуюча доти економічна база Росії була достатньою для досягнення безпосередніх завдань. Діючи згідно з цими ідеями, Комуністичний інтернаціонал став менш революційним і більш схильним до компромісів із «реакційними» силами, наприклад, радячи китайській своїй частині виступити за зусилля Гоміньдану з об'єднання Китаю. Ці зусилля розглядалися як Китайська буржуазно-демократична революція, а те, що комуністи її підтримали, означало повернення до етапістської позиції.

## Питання революції в Китаї
Питання про Китайську революцію та піддання Комуністичної партії Китаю під проводом Компартії Радянського Союзу Гоміньданові було питанням суперечки зі Сталіним в російській Компартії.
З одного боку, такі постаті, як Карл Радек стверджували, що етапістська стратегія була правильною для Китаю (хоча їхні праці відомі нам лише в переказі, бо були знищені в 1930-ті роки). З іншого боку, Троцький, узагальнюючи свою теорію перманентної революції, яка доти застосовувалася тільки до Росії, стверджував, що пролетаріат мусив сам перебрати владу в процесі безперервної революції для того, щоб виконати завдання буржуазно-демократичної революції.
Його позицію було викладено в творі під назвою «Перманентна революція», який сьогодні публікується єдиною книжкою разом із «Результатами та перспективами». Троцький у цьому творі не тільки узагальнив свою теорію перманентної революції, але й обґрунтував її ідеєю поєднаного та нерівномірного розвитку.
За його твердженням, знову ж на противагу до уявлень етапістської теорії, капіталістичні країни, та й власне всі класові суспільства, розвиваються нерівномірно, й деякі їх частини можуть розвинутися швидше за інші. Однак цей розвиток водночас поєднаний, і кожна частина світової економіки стає все більш прив'язаною до інших її частин. Уявлення про поєднаний та нерівномірний розвиток також визнає, що деякі регіони в результаті інтеграції в світову економіку можуть навіть регресувати в економічному плані.

## Подальший розвиток
Після вбивства Троцького в 1940 році теорія перманентної революції підтримувалася різноманітними троцькістськими групами, що виникли відтоді. Однак теорія досить слабо розвинулася — якщо розвинулася взагалі. Хоча висновки й різняться, твори основних троцькістський теоретиків, таких як Роберт Честер, Джозеф Генсен, Майкл Льові та Лівіо Майтан були пов'язані з післявоєнними політичними подіями в Алжирі, на Кубі та в інших країнах.

## Виноски
1. ↑  W.B.Scharlau, Z.A.Zeman. Freibeuter der Revolution. — Verlag Wisseschaft umd Politik, Köln, 1964, S.11.
2. ↑  Knei-Paz, Baruch (1978). The Social and Political Thought of Leon Trotsky (англ.). Clarendon Press. с. 343. ISBN 978-0-19-827234-2.
3. ↑  Deutscher, Isaac (5 січня 2015). The Prophet: The Life of Leon Trotsky (англ.). Verso Books. ISBN 978-1-78168-721-5.